# Уголь (фильм, 2019)
«Уѓоль» (азерб. Kömür) — азербайджанский драматический фильм, автором сценария и режиссёром которого выступил гражданин Ирана азербайджанского происхождения Исмаил Мунсиф, продюсером — француз Этьен де Рико. Фильм был снят на азербайджанском языке, что стало причиной применения к нему ряда запретов. 
Картина не получила ни одной награды на кинофестивале «Фаджр». Режиссёр заявил, что причиной стало то, что фильм был снят на азербайджанском языке. Позже показ фильма в Ардебиле был запрещён под предлогом пропаганды пантюркизма. Однако в сценарии фильма нет ничего, что пропагандировало бы тюркизм. Спустя день после протестов, вызванных запретом на показ фильма, управление культуры и исламской ориентации Ардебиля разрешило демонстрацию фильма «Уголь».

## История
Совместный иранско-французский фильм снят на азербайджанском языке. Сценаристом и режиссёром картины выступил Исмаил Мунсиф, продюсером Этьен де Рико (Франция). Премьера фильма состоялась 9 октября 2019 года в Тебризе, в кинотеатре «Сетаре-Баран». Картина, вызвавшая интерес на кинофестивале «Фаджр», не была удостоена ни одной награды. Режиссёр фильма Исмаил Мунсиф так объяснил этот факт на своей странице в Instagram:

У меня нет сомнений, что если бы фильм был снят на фарси и под руководством известного продюсера, сегодня его судьба была бы совершенно иной. Но я должен сказать, что всегда снимал фильмы на тюркском языке. На языке того народа, доля в иранском кинотеатре которого состоит лишь из ряда смешных элементов, над которыми смеётся каждый зритель и которые никогда не подвергаются цензуре со стороны Управления исламской ориентации. Это означает оскорбление различных народов.
Фильм демонстрировался в кинотеатрах Тегерана и Тебриза, однако в Ардебиле его запретили, сославшись на якобы пропаганду пантюркизма, хотя сценарий фильма не содержит подобных посылов.

## Сюжет
Рабочий по имени Гейрат занимается добычей угля в одном из приграничных сёл Азербайджана. Его сын Яшар, отбывающий в тюрьме наказание за кражу золота, получает разрешение посетить свадьбу сестры. Однако он внезапно исчезает, что создает Гейрату новую проблему.